# Économie de l'Asie
 (mars 2021).
Si vous disposez d'ouvrages ou d'articles de référence ou si vous connaissez des sites web de qualité traitant du thème abordé ici, merci de compléter l'article en donnant les références utiles à sa vérifiabilité et en les liant à la section « Notes et références ».
 (mars 2021).
La mise en forme du texte ne suit pas les recommandations de Wikipédia : il faut le « wikifier ».
Les points d'amélioration suivants sont les cas les plus fréquents. Le détail des points à revoir est peut-être précisé sur la page de discussion.
- Les titres sont pré-formatés par le logiciel. Ils ne sont ni en capitales, ni en gras.
- Le texte ne doit pas être écrit en capitales (les noms de famille non plus), ni en gras, ni en italique, ni en « petit »…
- Le gras n'est utilisé que pour surligner le titre de l'article dans l'introduction, une seule fois.
- L'italique est rarement utilisé : mots en langue étrangère, titres d'œuvres, noms de bateaux, etc.
- Les citations ne sont pas en italique mais en corps de texte normal. Elles sont entourées par des guillemets français : « et ».
- Les listes à puces sont à éviter, des paragraphes rédigés étant largement préférés. Les tableaux sont à réserver à la présentation de données structurées (résultats, etc.).
- Les appels de note de bas de page (petits chiffres en exposant, introduits par l'outil «  Source ») sont à placer entre la fin de phrase et le point final[comme ça].
- Les liens internes (vers d'autres articles de Wikipédia) sont à choisir avec parcimonie. Créez des liens vers des articles approfondissant le sujet. Les termes génériques sans rapport avec le sujet sont à éviter, ainsi que les répétitions de liens vers un même terme.
- Les liens externes sont à placer uniquement dans une section « Liens externes », à la fin de l'article. Ces liens sont à choisir avec parcimonie suivant les règles définies. Si un lien sert de source à l'article, son insertion dans le texte est à faire par les notes de bas de page.
- La présentation des références doit suivre les conventions bibliographiques. Il est recommandé d'utiliser les modèles {{Ouvrage}}, {{Chapitre}}, {{Article}}, {{Lien web}} et/ou {{Bibliographie}}. Le mode d'édition visuel peut mettre en forme automatiquement les références.
- Insérer une infobox (cadre d'informations à droite) n'est pas obligatoire pour parachever la mise en page.

Pour une aide détaillée, merci de consulter Aide:Wikification.
Si vous pensez que ces points ont été résolus, vous pouvez retirer ce bandeau et améliorer la mise en forme d'un autre article.

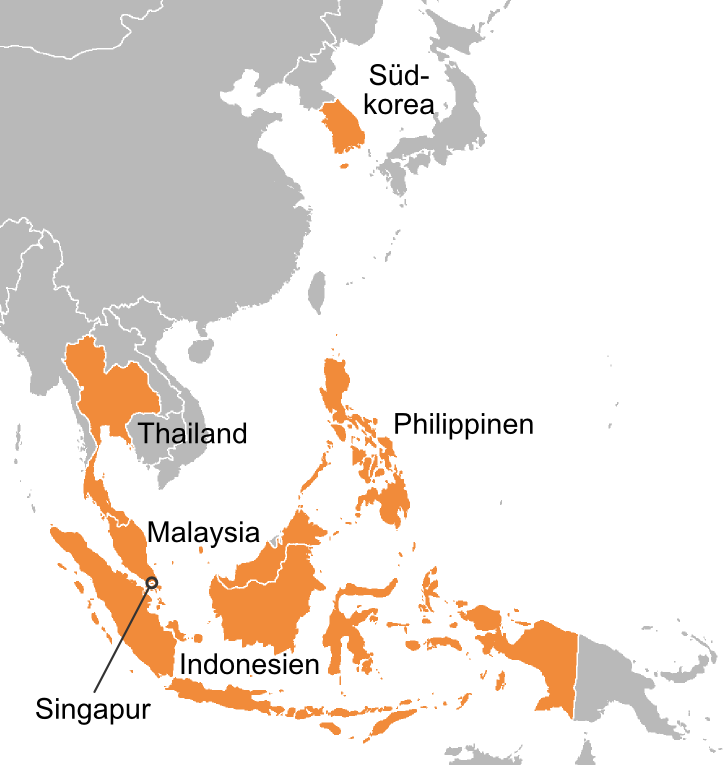
Carte d'Asie du Sud-Est représentant en orange les pays les plus affectés par la crise économique asiatique de 1997.

Les pays du continent asiatique, qui comprend 4,6 milliards de personnes en 2019, soit 60 % de la population mondiale, sont économiquement très différents. Certaines économies sont très développées (Japon, Corée du Sud, Singapour, Taïwan, Hong Kong), d’autres sont émergentes, en développement rapide (Chine, Inde....), alors que des pays connaissent toujours de grandes difficultés économiques (Pakistan, Birmanie,..) aggravées par une situation politique instable.
L’histoire économique du continent illustre l’importance des décisions politiques et des modèles de développement économique sur la croissance.

## Vue d'ensemble
L'Asie est le plus grand continent du monde avec une marge considérable. Le continent est très riche en ressources naturelles, telles que le pétrole, les forêts, les poissons, l'eau, le riz, le cuivre et l'argent.
L'Asie abrite 9 des 25 plus grandes puissances économiques mondiales : la Chine, le Japon, la Russie, l'Inde, la Corée du Sud, l'Indonésie, la Turquie, l'Arabie saoudite et l'Iran (voir le tableau ci-dessous pour 2012).
| Pays            | PIB nominal (millions de $) | Rang mondial |
| --------------- | --------------------------- | ------------ |
| Chine           | 8,227,037                   | 2            |
| Japon           | 5,963,969                   | 3            |
| Russie          | 2,021,960                   | 8            |
| Inde            | 1,824,832                   | 10           |
| Corée du Sud    | 1,155,872                   | 15           |
| Indonésie       | 878,198                     | 16           |
| Turquie         | 794,468                     | 17           |
| Arabie saoudite | 727,307                     | 19           |
| Iran            | 548,895                     | 25           |

## Par zones

### Asie de l'Est
L'Asie de l'Est (ou Asie orientale) a une population de 1573 Millions en 2019, environ 20 % de la population mondiale; les 3 pays les plus peuplés incluent ensemble 96 % de la population de la région ; l'espérance de vie à la naissance (Evn) est de77 ans (78 ans aux États-Unis); l'indice synthétique de fécondité (ISF) ou nombre d'enfants par femme est de 1,7 (1,8 aux États-Unis); son PIB par habitant en parité de pouvoir d'achat (PIB/hab PPA) est de 21 260 $  /an, indice = 116 ( /  moyenne mondiale de 100)  - 63 390 $ aux États-Unis, indice 346-. Cette région comprend :
- la Chine : 1434 M; Evn 77 ans ; ISF 1,7 ; PIB/hab PPA  18 140 $, indice 100
- le Japon :   127 M; Evn 84 ans ; ISF 1,4 ; PIB/hab PPA 45 000 $, indice 246
- Corée du Sud:51,2 M;Evn 83 ans;ISF 1,1;PIB/hab PPA 40450, indice 221
- Corée du Nord:25,7 M; Evn 72 ans; ISF 1,9 PIB/hab PPA ?
- Taïwan : 23,8 M;  Evn 81 ans;    ISF 1,2 ; PIB/hab ?
- la Mongolie 3,2 M ; Evn 70 ans; ISF 2,9 PIB/hab PPA 12 220 $, indice 67

Géographiquement , on parle aussi d'Asie orientale. Le cœur de cette région est formé par la Chine de l'Est, la péninsule coréenne et le Japon ; ces pays et territoires ayant un climat humide, plus ou moins tempéré (continental au nord et tropical à l'extrême sud) et propice à l'agriculture (blé et surtout riz) ;
Historiquement, la Chine, de civilisation très ancienne, a connu des périodes d'unification et de division. Elle  a profondément influencé les autres pays d'Asie de l'Est, notamment au niveau du vocabulaire et de l'écriture, ainsi que des croyances et/ou religions. L'expansion de la culture chinoise vers l'Est (Corée et Japon) est estimée au VIe siècle. L'expansion vers la Mongolie et l'Ouest, au XIIe siècle avec la dynastie Yuan d'origine mongole sous l'impulsion de Gengis Khan.L' écriture est restée longtemps à base de sinogrammes.
Si au 19e siècle le Japon échappe à la colonisation et va commencer une modernisation économique accélérée dès 1870 (ère Meiji), la Chine est atteinte par la guerre de l'opium, des traités inégaux qui installent des bases occidentales. La République est créée en 1911, mais le régime reste très inégalitaire. L'agression japonaise très violente durant les années 1930 réunit les résistances nationaliste et communiste. Cette dernière l'emporte en 1949. Des réformes sociales profondes  -alphabétisation, soins de santé primaire, réforme agraire marquent un pays très majoritairement paysan. Le modèle d'industrialisation soviétique manque d'efficacité. Après des errements gauchistes (Grand bond en avant, Révolution culturelle), une ligne économique de marché s'affirme avec Deng Xiaoping  personnage le plus important du régime de 1978 à 1989. La croissance devient alors la plus rapide au monde pendant 30 ans, faisant de la Chine le premier exportateur puis la première économie mondiale en PPA dans les années 2010.  
Démographiquement, la deuxième région la plus peuplée au monde a aussi la densité utile par km carré cultivable la plus élevée au monde dès 1950; La  transition démographique est aussi la plus rapide au monde. L'Asie de l'Est est au niveau ou en dessous du taux de remplacement (2,1 enfant par femme) dès la fin des années 1950 au Japon, des années 1960 à Taïwan, 70 en Corée du Sud, 80 en Chine avec une politique de l'enfant unique dans les villes qui dure 30 ans environ.
Économiquement cette transition démographique rapide a été très favorable à la croissance économique. La diminution de la part des moins de 15 ans aboutit à un déclin du ratio de dépendance (0 à 15 ans et plus de 65 ans / 15-65 ans) le ratio de dépendance des plus de 65 ans restant faible pendant plusieurs décennies. Durant cette période entre le déclin de la part des moins de 15 ans et l'augmentation forte de la part des plus de 65 ans, il existe une « fenêtre d'opportunité démographique » qui peut produire potentiellement une forte croissance économique par habitant grâce à une augmentation du rapport de la population d'âge actif (15 à 65 ans) à la population dépendante (autres), appelée le « dividende démographique ». Mais  d'autres facteurs que le simple dividende démographique ont joué en Asie de l'Est : Etat stratège, très forts progrès de  la santé, de l'éducation, du statut de la femme, de la rationalité économique et des qualifications, réforme agraire radicale et efficace, essor rapide de la productivité et de l'exode agricoles, taux élevés d'épargne et d'investissement, patriotisme économique et protection de fait des industries naissantes, croissance très rapide des exportations industrielles etc. Toute une série d'effets indirects ont joué, l'accroissement, ceux de la productivité agricole, de la consommation alimentaire, de l'exode agricole vers des emplois urbains à forte productivité, du taux d'activité des femmes. Les taux de croissance du PNB par habitant sont supérieurs à 5 % et parfois à 8% par an et par habitant, la période de croissance maximale durant pendant 30 ans ou plus dans le cas des « miracles » est-asiatiques : Japon de 1945 à 1975; Corée du Sud de 1960 à 1995; Chine de 1980 à 2010. La croissance économique a été majeure, supérieure à 5% par an et par habitant en Asie de l'Est pendant au moins trois décennies et est depuis 1960 la plus élevée au monde. La Chine, considérée comme le pays le plus pauvre au monde en 1949 a rejoint la moyenne mondiale du PIB par habitant. Elle a imité certains aspects du modèle d'industrialisation du Japon et des NPI de la première génération (Taïwan, Corée du Sud etc.)
S'agissant du PIB global en PPA, l'Asie de l'Est  (25, 6 % du PIB mondial ou PMB) a dépassé l'Amérique du Nord hors Mexique (16,6% du PMB en 2018), l'Europe hors Russie (16,1 % du PMB) et est largement devant l'Asie du Sud (9,5 % du PMB mondial), l'Asie du Sud-Est (6,2 % du PMB), l'Afrique du Nord-Moyen-Orient (8,4 % du PIB), l'Amérique latine (8,3 % du PMB), la CEI, principalement la Russie (environ 5 %du PMB), l'Afrique subsaharienne (3,2% du PMB), Australie Nouvelle-Zélande (1,1%). 
La très forte densité de population, l'acceptation d'industries polluantes, la chimisation non réfléchie de l'agriculture, l'adoption de la civilisation automobile ont produit une très forte aggravation de la pollution en Chine particulièrement. La Chine est décrite parfois comme une "bombe écologique", même si le gouvernement semble en avoir pris conscience. De plus le fichage informatisé de la population semble donner raison au roman d'Orwell, 1984, les inégalités s'étant très fortement aggravées depuis 1980.

### Asie du Sud-Est
L'Asie du Sud-Est est une région géographique qui se situe au sud de la Chine et à l'est de l'Inde. Elle comprend les territoires suivants : population à la mi 2019; Evn Espérance de vie à la naissance; ISF Indice synthétique de fécondité (nombre enfants/femme); PIB par hab en parité de pouvoir d'achat PPA) en $ US -indice / moyenne mondiale Monde 18314 = indice 100
Asie du Sud-Est 662 M (8,6% de la population mondiale); Evn 73 ans; ISF 2,2; PIB/hab PPA 12 920 $, indice 71
- Indonésie;      271 M ; Evn 72 ans; ISF 2,3 ; PIB/hab 12 650 $, indice 69
- Philippines ;      108 M: Evn 71 ans; ISF 2,5; PIB/hab 10 720 $, indice 59
- le Viêt Nam ;      96,5M;Evn 76 ans ; ISF 2,1; PIB/hab 7 030 $; indice 38
- la Thaïlande ;   70 M; Evn  77 ans; ISF 1,5; PIB/hab 18 160 $, indice 99
- la Birmanie ;     54 M;   Evn  67 ans; ISF 2,1 PIB/hab ?
- la Malaisie ;    32 M     Evn 76 ans; ISF 2; PIB/hab 30 600 $, indice 167
- le Cambodge ; 16,5 M; Evn 70 ans; ISF 2,5; PIB/hab 4060; indice 22
- le Laos ;           7,2 M ; Evn 68 ans; ISF 2,6; PIB/hab 7090; indice 39
- Singapour ;       5,8 M;Evn 84 ans; ISF 1,2; PIB/hab 94 500 $, indice 516
- le Timor Est ;          1,3 M; Evn 70 ans; ISF 3 PIB/hab 6990; indice 38
- le Brunei ;     0,4 M; Evn76 ans; ISF 1,8; PIB/hab PPA 86 000 $, indice 469

Géographiquement les deux régions insulaires (Indonésie, Philippines) et péninsulaire incluent chacune environ la moitié de la population.
Historiquement, carrefour entre les deux géants de l'Asie, la région, berceau de vieilles civilisations, est partagée :  entre États ayant chacun une langue dominante et de nombreuses langues minoritaires,- les trois pays les plus peuplés ayant adopté l'alphabet latin -; entre religions principalement musulmane en Indonésie, chrétienne aux Philippines et bouddhiste dans la péninsule. Les colonisations européennes ont été diverses : portugaise, hollandaise en Indonésie, anglaise en Malaisie, Birmanie, française au Vietnam, Cambodge, Laos, espagnole puis américaine aux Philippines. Seule la Thaïlande n'a pas été colonisée.Les indépendances sont obtenues entre 1945 (Indonésie) et 1974 (Timor oriental). Les  guerres du Vietnam durent de 1945 à 1974, la dictature "khmer rouge" de 1974 à 1979  
Politiquement, dominent des régimes néolibéraux  pro-occidentaux. Les trois régimes "communistes" dans l'ex Indochine adoptent une économie de marché contrôlée après 1980. L'ASEAN est créée en 1967 comme zone de libre échange, puis s'élargit au Vietnam, au Cambodge et à la Chine. La démocratie pluraliste est minoritaire, mais voit son importance s'accroître après 2000. Des retours en arrière s'observent comme en Birmanie avec le coup d’État militaire de février 2021.  
Démographiquement, la densité utile (par km carré utile) est élevée dans les trois pays les plus peuplés. L'espérance de vie à la naissance est en moyenne supérieure à 70 ans et le nombre d'enfants par femme est de 2,2 en moyenne. La transition démographique est quasiment terminée.  
Économiquement coexistent d'un côté le NPI - Nouveaux pays industrialisés - le plus riche Singapour, un "émirat pétrolier" très riche Brunei et de l'autre côté des PMA - Pays les moins avancés qui néanmoins progressent rapidement : Cambodge, Laos, Birmanie, Timor Oriental. Cependant la Malaisie et les quatre pays les plus peuplés (ensemble 87 % de la population totale de la région) suivent, avec leurs spécificités, le modèle des NPI de la première génération, modèle lui-même imité du Japon. Ce sont des NPI de la deuxième génération ayant un PIB se rapprochant de la moyenne mondiale (Thaïlande, Indonésie, Philippines) ou des NPI de la troisième génération (Vietnam) s'étant convertis plus tardivement à l'économie de marché  

### Asie du Sud
L'Asie du Sud, ou sous-continent indien, inclut 1835 M (24 % de la population mondiale). Elle comprend les ^pays suivants selon l'ordre de leur population à la mi 2019; sont indiqués ensuite l'Evn, l'ISF et le PIB par habitant en PPA. Abréviations : voir Asie du Sud-Est
Asie du Sud ) ; Evn 69 ans ; ISF 2,3 ; PIB /Hab PPA 7 200 $, indice 39 
Inde. 1366 M hab;   Evn70 ans ; ISF:2,2 ; PIB/hab PPA 7 680 $, indice 42
Pakistan217 M hab; Evn67 ans; ISF 3,5; PIB/hab PPA 5 840 $, indice 32
Bangladesh163 M ; Evn 73 ans; ISF 2 ; PIB/hab PPA 4 560 $, indice 25
Afghanistan 38 M ; Evn 64 ans; ISF 4,3; PIB/hab PPA 1 960 $, indice 11
Népal     29 M ;       Evn 71 ans ;  ISF 1,9; PIB/hab PPA 3 090 $ indice 17
Sri Lanka 21 M ;  Evn  77 ans ; ISF 2,2 ; PIB /hab PPA 13 090 $, indice 71
Bhoutan  0,8 M;     Evn  72 ans ; ISF 2 ;     PIB/hab PPA  9 680 $, indice 53
Géographiquement, c'est un sous-continent isolé de la Chine ou de l'Asie Occidentale par de hautes montagnes.
Historiquement ce sont de vieilles civilisations hindouiste, bouddhiste, musulmane. Les langues dominantes sont diversifiées, une principale par État de l'Inde. La colonisation anglaise pendant plus de deux siècles maintient les divisions La prédominance religieuse de l'Islam ou de l'hindouisme explique pour l'essentiel la séparation du Pakistan vis-à-vis de l'Inde en 1948. Le Bangladesh se sépare du Pakistan en 1971.
Démographiquement, les 3 pays les plus peuplés incluent ensemble 95 % de la population de l'Asie du Sud. La densité utile par km carré cultivable est élevée. L'espérance de vie à la naissance est proche de 70 ans; la transition démographique est quasiment achevée, sauf au Pakistan marqué davantage par le traditionalisme religieux et une volonté de revanche vis-à-vis de l'Inde, ainsi qu'en Afghanistan en proie à la guerre depuis 40 ans.
Économiquement, on parle plutôt de Pays en voie d'industrialisation. La croissance économique par habitant s'est accélérée depuis 1990 en liaison avec le "dividende démographique" et une plus grande ouverture économique. L'indice de 40 pour une moyenne mondiale ide 100 indique un début de rattrapage depuis une trentaine d'années, mais l'écart reste encore très élevé avec le reste du monde.

### Asie Occidentale ou Moyen-Orient
Cette région, historiquement le berceau de nombreuses civilisations et des religions monothéistes, est marquée par des conflits importants. Elle peut être subdivisée en deux sous-régions : le Proche orient ou les pays de Méditerranée Orientale et le Moyen-Orient ou pays du Golfe et de la péninsule arabique. Elle inclut 340 M d'habitants en 2019. L'espérance de vie à la naissance moyenne est de 75 ans, l'indice synthétique de fécondité de 2,4, le PIB par habitant en PPA en $, très inégalitairement réparti , est de 28 000 $

#### Asie occidentale méditerranéenne.
Turquie 83 M hab; Evn 78 ans; ISF 2,1; PIB/hab en  PPA 28400, indice 155
Israël 8,6 M hab; Evn 83 ans; ISF3; PIB /hab en PPA 40800, indice 223
Palestine (territoires) 5 M; Evn74 ans; ISF 3,6 PIB/hab PPA ?
Syrie 17 M; Evn 81 ans; ISF 2,8 ; PIB/hab en PPA ?
Jordanie 10 M; Evn 74 ans; ISF 2,7; PIB/hab en PPA 9300, indice 51

#### Pays du Golfe et de la péninsule arabique
Iran              83 M; Evn 77 ans; ISF 2,1 PIB/hab en PPA 21 050 $, indice 115
Irak               39 M; Evn71 ans; ISF 3,6; PIB/hab PPA17 300 $, indice 95
Arabie saoudite 34 M; Evn 75 ans; ISF 2,3; PIB/hab PPA 55650, indice 304
Émirats arabes unis 10 M; Evn 78 ans; ISF 1,4; PIB/hab PPA 75 300 $, indice 411
Koweït                  4,2 M; Evn76 ans; ISF2,1; PIB/hab PPA 83 390 $, indice 455
Qatar                   2,8 M; Evn 81 ans; ISF1,8; PIB/hab en PPA124 100 $, indice 678 
Oman                   5 M; Evn 78 ans; ISF 78 ans; PIB/hab PPA 41230, indice 225
Yémen                 29,2 M; Evn 66 ans; ISF 3,7; PIB/hab PPA  2 570 $ , indice 14
Les réserves en pétrole et gaz de la région sont de très loin les plus importantes au monde.

### Asie centrale
L’Asie Centrale ,région enclavée de climat continental, où passait historiquement la route de la soie, carrefour de nombreux peuples principalement turcophones auparavant partie de la Russie tsariste, puis de l'URSS, inclut 73 M d'habitants en 2019. L'espérance de vie à la naissance est assez homogène autour de 72 ans et l'indice synthétique de fécondité est de 2,7 en moyenne.Cette région regroupe l’Ouzbékistan (33 M), le Kazakhstan(19 M), , le Tadjikistan  (9,3 M), le Turkménistan (5,9 M), le Kirghizistan(6,4 M). Les quatre premiers sont de culture turcophone, le dernier iranophone.
Le PIB le plus haut est celui du Kazakhstan avec 179,3 milliard USD (2018), 24 200 $ US en PPA, puis du Turkménistan(18 460 $), deux pays disposant de vastes ressources énergétiques et minières. Les trois autres pays enclavés ont des PIB par hab en PPA et $ beaucoup plus faibles, de 7 230 $ (Ouzbékistan) à environ 4 000 $ PPA pour les deux derniers. 
Le réchauffement climatique, l'assèchement de réserves hydrauliques sont une grave menace pour cette région.

### Organisations économiques
- Coopération économique pour l'Asie-Pacifique
- Association des nations de l'Asie du Sud-Est
- Conseil de coopération du Golfe
- Organisation des pays exportateurs de pétrole
- Organisation des pays arabes exportateurs de pétrole